# 烟管鱼科
烟管鱼科或馬鞭魚科為輻鰭魚綱海龙鱼目的其中一科。烟管鱼科约4种热带海域鱼类的统称。

## 分布
本科魚類分布於各大洋熱帶至溫帶地區。

## 深度
由表層至水深100公尺左右。

## 特徵
本科魚體延長，前方平扁，吻部延伸為管狀，頭後有發達的頸板。口小，開於吻端。在身體背面及腹面正中線往往有1列稜線。側線完全，自胸鰭上方向後下方沿體側中央縱走，直達尾端，前部不明顯，後方呈鋸棘狀。背鰭1枚，無棘，偏於體之後方。尾鰭凹入，中央二鰭條延長為絲狀，稱為尾絲。

## 分類
烟管鱼科其下僅有一屬：
- 煙管魚屬(Fistularia)
  - 無鱗煙管魚(Fistularia commersonii)：又稱康氏馬鞭魚, 棘烟管鱼。
  - 角煙管魚(Fistularia corneta)
  - 扁煙管魚(Fistularia depressa)
  - 鱗煙管魚(Fistularia petimba)：又稱馬鞭魚。
  - 藍斑煙管魚(Fistularia tabacaria)
  - 毛煙管魚(Fistularia villosa)

## 生態
本科魚棲息在沿岸淺水域或礁石區，多半單獨或三兩成群，很少游動，加上體色不鮮豔，容易欺敵，以管狀吻部吸食獵物。

## 經濟利用
食用魚，可用煎食或紅燒。